# Donauwörth (stacja kolejowa)
Donauwörth – stacja kolejowa w Donauwörth, w kraju związkowym Bawaria, w Niemczech. Znajdują się tu 4 perony.